# Žiga Pance
Žiga Pance (ur. 1 stycznia 1989 w Lublanie) – słoweński hokeista grający na pozycji lewego napastnika, w klubie HDD Olimpija Lublana.

## Kariera klubowa
Žiga Pance rozpoczął swą karierę w 2004 roku w klubie HDD Olimpija Lublana, w którym wystąpił w ciągu dwóch lat wystąpił 57 razy i strzelił 17 goli. W latach 2006–2007 grał w kanadyjskim klubie Oshawa Generals, gdzie wystąpił 33 razy i strzelił 2 bramki. Następnie w 2007 roku przeniósł się z powrotem HDD Olimpija Lublana, w którym grał następnych 5 lat, wystąpił w 257 meczach i strzelił 69 goli, w 2010 roku został kapitanem drużyny. Następnie przeniósł się na 2 lata do włoskiego HC Bolzano, gdzie wraz z drużyną w 2014 roku zdobył złoty medal EBEL, w ciągu dwóch lat wystąpił w sumie 95 razy i strzelił 36 bramek. Na sezon 2015/2016 pojawił się w austriackim klubie EC VSV, zagrał w nim 49 meczów, w trakcie których strzelił 16 goli. Na sezon 2016/2017 przeniósł się do EC KAC, dla którego wystąpił 54 razy i strzelił 9 goli. W 2017 roku grając dla klubu Dornbirner EC, w 50 meczach strzelił 12 bramek. W 2018 roku przeniósł się do  DVTK Jegesmedvék, dla którego wystąpił 56 razy i strzelił 19 goli. W sezonie 2019/2020 pojawił się w HC Slovan Bratysława, gdzie zagrał 30 meczów i strzelił 10 bramek. W 2020 roku powrócił do HDD Olimpija Lublana, gdzie w sezonie 2020 zagrał 36 razy i strzelił 22 bramki.
| Rok       | Klub                 | Ilość wystąpień | Gole |
| --------- | -------------------- | --------------- | ---- |
| 2004–2006 | HDD Olimpija Lublana | 57              | 17   |
| 2006–2007 | Oshawa Generals      | 33              | 2    |
| 2007–2012 | HDD Olimpija Lublana | 257             | 69   |
| 2012–2014 | HC Bolzano           | 95              | 36   |
| 2015      | EC VSV               | 49              | 16   |
| 2016      | EC KAC               | 54              | 9    |
| 2017      | Dornbirner EC        | 50              | 12   |
| 2018      | DVTK Jegesmedvék     | 56              | 19   |
| 2019      | HC Slovan Bratysława | 30              | 10   |
| 2020–     | HDD Olimpija Lublana | 36              | 22   |

## Kariera reprezentacyjna

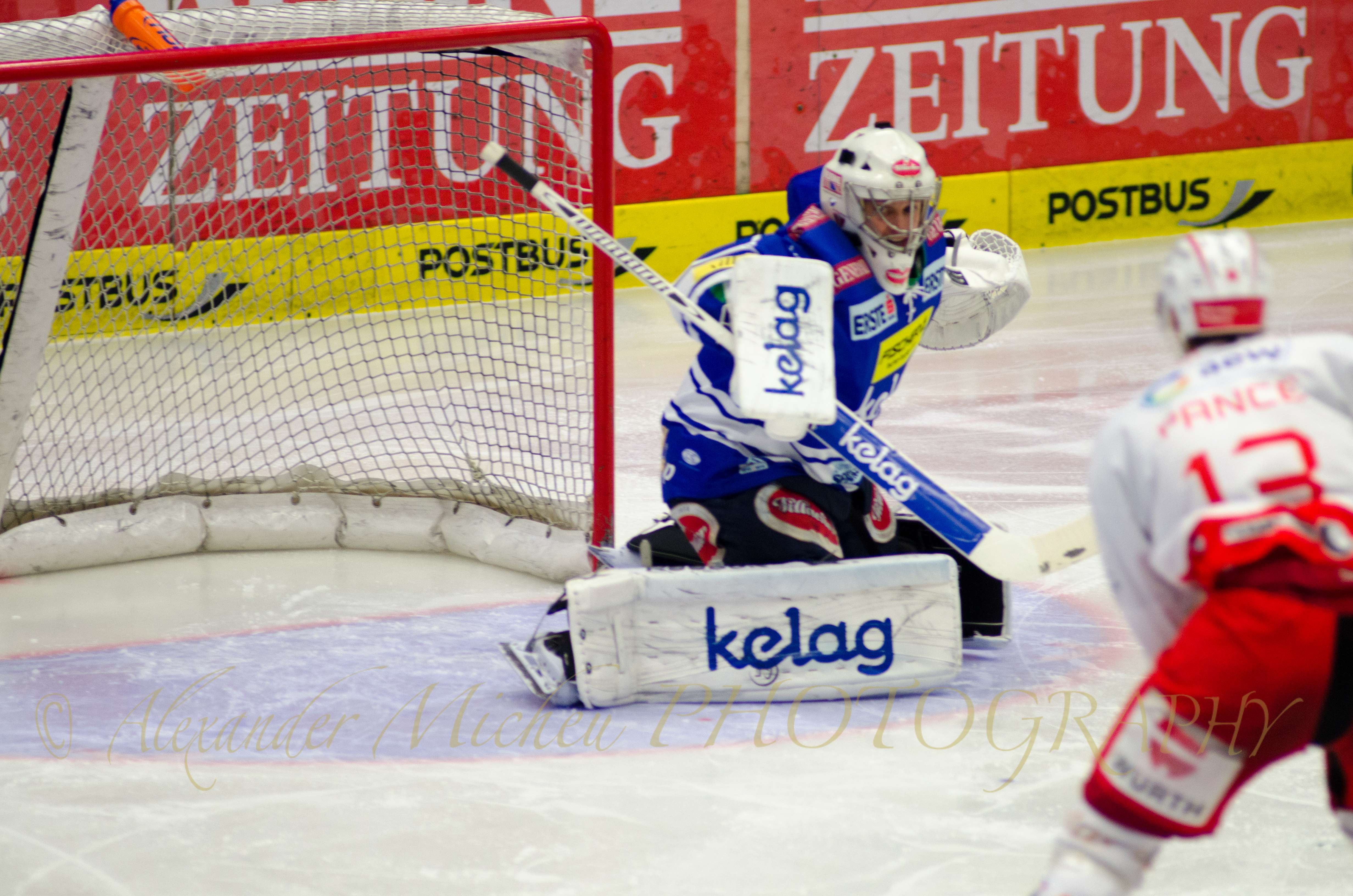
Žiga Pance w trakcie meczu

Žiga Pance po raz pierwszy wystąpił w barwach Słowenii w 2005 roku jako szesnastolatek. W ciągu całej swojej kariery reprezentacyjnej wystąpił w sumie 131 razy i strzelił 20 bramek. W 2014 roku wziął udział w Igrzyskach Olimpijskich w Soczi, gdzie Słowenia zajęła 7. miejsce, a w 2018 roku wziął udział w Igrzyskach Olimpijskich w Pjongczang, gdzie Słowenia zajęła 9. miejsce.
Uczestniczył w turniejach 

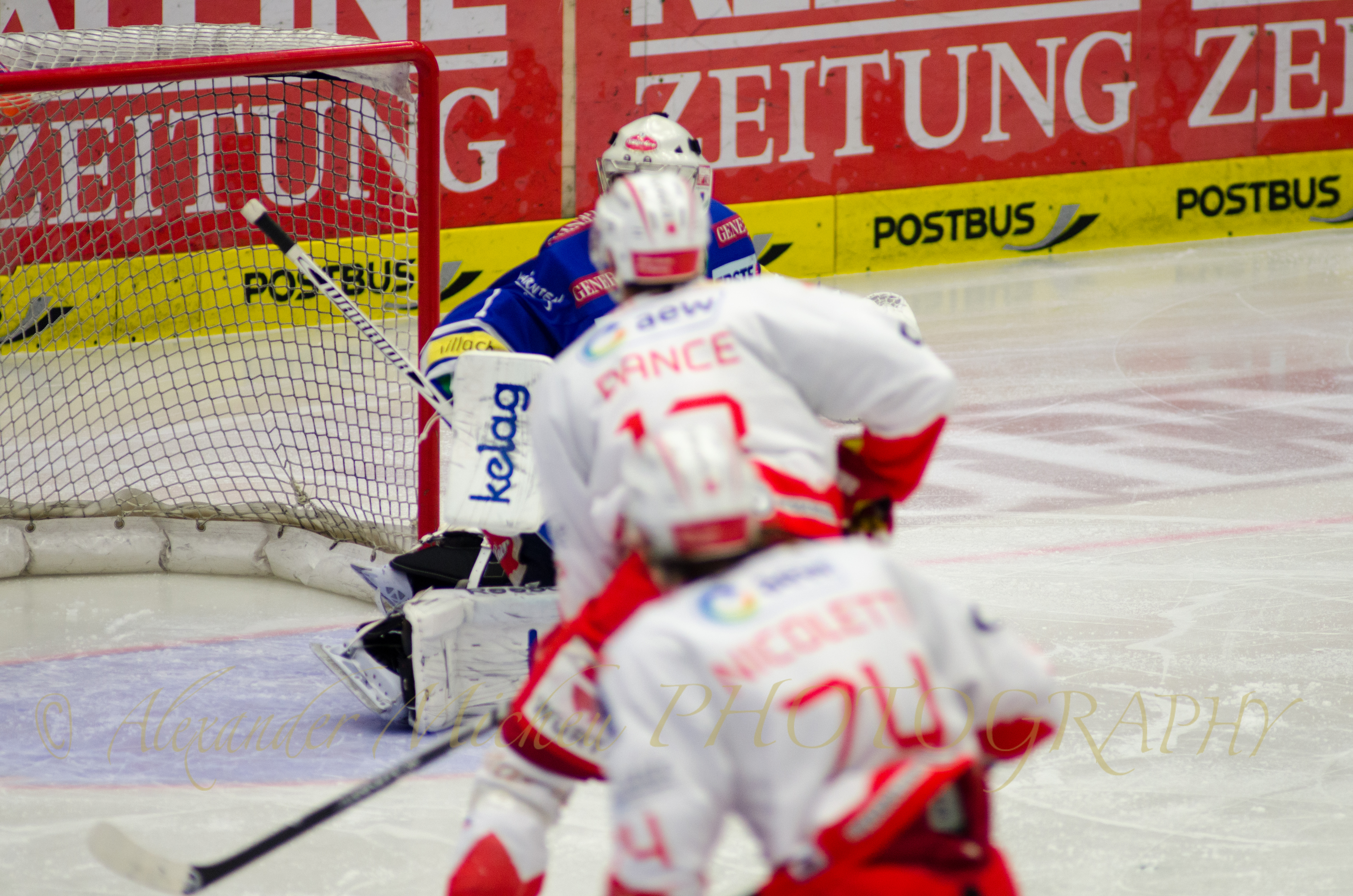
Žiga Pance w trakcie meczu

mistrzostw Europy juniorów do lat 18 edycji 19
```
mistrzostw świata juniorów do lat 18
 edycji 
20
```

mistrzostw świata juniorów do lat 20 edycji 20
Uczestniczył w turniejach mistrzostw świata edycji 2009, 2010 (Dywizja I), 2011 (Elita), 2012 (Dywizja I), 2013 (Elita), 2014 (Dywizja I), 2015 (Elita), 2016 (Dywizja I), 2017 (Elita), 2018, 2019, 2022 (Dywizja I) oraz zimowych igrzysk olimpijskich 2014, 2018.
| Rok  | Ilość wystąpień | Gole |
| ---- | --------------- | ---- |
| 2005 | 5               | 2    |
| 2006 | 5               | 1    |
| 2008 | 15              | 6    |
| 2009 | 13              | 3    |
| 2010 | 12              | 0    |
| 2011 | 16              | 0    |
| 2012 | 26              | 2    |
| 2013 | 20              | 0    |
| 2014 | 20              | 7    |
| 2015 | 16              | 2    |
| 2016 | 9               | 0    |
| 2017 | 22              | 2    |
| 2018 | 17              | 1    |

## Sukcesy
Reprezentacyjne
- Awans do mistrzostw świata Elity: 2010, 2012, 2014, 2016, 2022

Klubowe
- Złoty medal mistrzostw Słowenii: 2012
- Złoty medal EBEL: 2014
- Złoty medal Alps Hockey League: 2021